# توب قرة
توب قرة هي قرية في مقاطعة ميانة، إيران. عدد سكان هذه القرية هو 134 في سنة 2006.